# 後藤由季子
後藤 由季子（ごとう ゆきこ、Yukiko Gotoh、1964年4月4日 - ）は、日本の分子生物学者、生化学者、脳科学者。学位は理学博士（東京大学大学院・1992年）。東京大学大学院薬学系研究科・教授。神経科学および分子生物学を専門とし、脳の発生における神経幹細胞の運命制御などの研究に携わる。
筑波大学附属高等学校、東京大学理学部生物化学科卒業。第25期日本学術会議会員。

## 栄誉・受賞
- 第1回 分子生物学会三菱化学奨励賞
- 平成16年度 日本癌学会奨励賞
- 第6回 日本学術振興会賞
- 第6回 日本学士院学術奨励賞
- 第24回 塚原仲晃記念賞
- 第22回 木原記念財団学術賞
- 2013年 - 井上学術賞
- 2020年 - 紫綬褒章受勲[1]
- 2023年 - 武田医学賞